# کیهان‌شناسی اسلامی
کیهان‌شناسی اسلامی اشاره به کیهان‌شناسی در جهان اسلام دارد. این کیهان‌شناسی عمدتاً برگرفته از آمیزه‌های قرآن، حدیث و سنت و منابع کنونی اسلامی و پیشا-اسلامی می‌باشد. در قرآن از هفت آسمان و گیتی پهناوری که به‌دست خدا محافظت می‌شود اشاره شده‌است.

## اصول متافیزیکی

### دوگانگی
آمیزه‌های اسلامی سراسر کیهان را به دو دامنه اصلی تقسیم می‌کند: جهان نادیده (به عربی: عالم الغيب) که به‌طور عمومی برای انسان قابل درک نیست و ویژگی‌های آن بر ما پوشیده است  که شامل الله (به صورت استعاره‌آمیز)، فرشتگان، پردیس، دوزخ، هفت آسمان (به عربی: السماوات السبع) و العرش (عرش الرحمن) می‌شود و جهان قابل مشاهده (به عربی: عالم الشهود) که توسط حواس پنجگانه قابل درک است. در قرآن چنین آمده‌است که «او پروردگاریست که جز او پروردگاری نیست، داننده نادیده‌ها و دیده‌شده‌هاست، او بخشاینده مهربان است.»